# Eupithecia alishana
Euphitecia alishana es una especie de polilla de la familia Geometridae. La especie fue descrita por primera vez por Hiroshi Inoue habiendo sido descrita en 1970, con distribución en la República de China. El holotipo de la especie fue descrita en los alrededores de Chiayi, Alishan a aproximadamente 2200 metros (7217,8 pies).
Las alas son de color gris pálido. Las alas anteriores son relativamente amplias con líneas transversales débilmente visibles. Cuenta con una mancha discal negra, grande y redonda.